# Bocage
Bocage er et normannisk ord som kan betyde en lille skov, et dekorativt element af blade, et terræn af blandet skov og marker eller en form for stensætning, der i forbindelse med havebrug kan kaldes landlig.

## Etymologi
Bocage er formentlig afledt fra det normannisk franske ord boscage, der består af bosc der betyder skov "wood", som nu i stednavne udtales /bɔk/ eller /bo:/ (ligeledes i gammelt fransk som bosc > mod. bois "skov"). Boscage formen bruges på engelsk i betydningen bladfyldt dekoration, på porcelæn fra det 18. århundrede. Tilsvarende ord findes på dansk – buskads – og på andre skandinaviske og germanske sprog, hvilket efterlader en oplagt mulighed for at det stammer fra de skandinaviske sprog, som dannede grundlag for normannisk. Boscage formen lader til at have fået sin betydning under påvirkning fra romantikken i det 18. århundrede.
Bocage formen af ordet blev kendt under 2. Verdenskrig. Det henviser til en form for terræn, som består af en blanding af skov og græsmarker, med bugtede veje og stier der har høje skrænter på siderne, der kranses af tætte hække. En tilsvarende landskabsform findes på Englands sydkyst i Devon. I Normandiet fik det særlig betydning under invasionen i Normandiet, fordi det gjorde fremrykning mod en forskanset modstander yderst vanskelig. Amerikanske soldater omtalte også bocage landskabet som "hegn".
I 1934 udgaven af Nouveau Petit Larousse defineredes bocage som 'en bosquet, en lille skov, en behagelig skyggefuld skov' og en bosquet som en lille skov, en gruppe træer'. I 2006 var Petit Larousse definitionen ændret til: '(Normannisk ord) Region hvor marker og enge er omsluttet af jorddiger eller rækker af træer og hvor befolkningen bor spredt på gårde og i små landsbyer.'

## Eksterne kilder
- Udstrækning af den normanniske bocage.